# 南陽徐氏
南陽徐氏（ナミャンソし、남양서씨）は、朝鮮の氏族の一つ。本貫は京畿道水原市である。2015年の調査では1,725人である。
始祖は、高麗時代に中国から帰化した徐趕である。徐趕は、八学士の一人として高麗に派遣され、太師の官職と南陽君に封ぜられ、子孫が本貫を南陽にして南陽徐氏を創始した。